# Сахароза
Сахароза (од лат. saccharum — „шећер”) је дисахарид молекулске формуле . Систематско име јој је β-D-фруктофуранозил α-D-глукопиранозид. Најпознатија је као намирница у људској исхрани.
Сахароза, C12H22O11, се у воденом раствору споро раствара на глукозу, C6H12O6, и фруктозу, C6H12O6 према једначини:
1. 1. 1## + H2O → C6H12O6 + C6H12O6

## Опис
Чиста сахароза се најчешће добија као фини, кристални прашак без боје и мириса, угодног слатког укуса. Крупни кристали се могу добити кристализацијом на дрвеном штапићу, концу и сл. што се продаје као посластица позната под именом ’камена бомбона’.
| Температура () | g сахарозе / g воде |
| 50             | 2,59                |
| 55             | 2,73                |
| 60             | 2,89                |
| 65             | 3,06                |
| 70             | 3,25                |
| 75             | 3,46                |
| 80             | 3,69                |
| 85             | 3,94                |
| 90             | 4,20                |

Као и у другим угљеним хидратима, код сахарозе је однос водоника према кисеонику 2:1. Сахароза се састоји од два моносахарида α-глукозе и фруктозе спојених гликозидном везом између угљеника 1 глукозне и угљеника 2 фруктозне јединице.
Сахароза се топи и распада на 186°C образујући карамел а сагоревањем ствара угљендиоксид и воду.

## Растварање
Сахароза, C12H22O11, у воденом раствору веома споро дисосује на глукозу, C6H12O6, и фруктозу, C6H12O6, у складу са стехиометријском једначином:
1. 1. 1## + H2O → C6H12O6 + C6H12O6

Пошто водонични јони катализују реакцију, кинетика ове, практично неповратне реакције, обично се изражава у присуству одређене количине водоничних јона. Утицај температуре на брзину реакције у киселим растворима је сложен.
Добијена смеша глукозе и фруктозе назива се ’инвертни шећер’, а реакција његовог настајања — инверзија. Ток реакције инверзије сахарозе може се пратити мерењем промене угла закретања реакционе смеше помоћу полариметра, јер су све три компоненте у смеши оптички активне.
Инверзија сахарозе је веома значајан процес. Велика примена тог процеса је у производњи шећера. При преради репе одвијају се процеси под утицајем ензима и присутних органских киселина, и под њиховим утицајем сахароза се разлаже на глукозу и фруктозу.

## Комерцијална производња и употреба
Сахароза је најуобичајенији заслађивач намирница у индустријском свету мада се често замењује другим заслађивачима као што је фруктозни сируп.
Сахароза је неизбежни додатак намирницама због слаткости и због својих функционалних особина; сахароза је важна за структуру многих намирница укључујући кекс, сладолед, торте и колаче...

## Шећер као намирница
Људи, заправо већина других сисара — осим оних из породице мачака — су склони да конзумирају храну заслађену сахарозом чак и када нису гладни.

### У исхрани људи
Сахароза је намирница коју организам лако усваја и која за организам представља брзи извор енергије доводећи до наглог пораста концентрације глукозе у крви. Међутим, чиста сахароза се не сматра здравом намирницом али се толерише као додатак другим намирницама да их учини укуснијим.
Прекомерна употреба сахарозе повезана је са бројним здравственим проблемима. Најраспрострањенији је зубни каријес (кварење зуба) у којем бактерије у усној дупљи претварају шећере из намирница (наравно и сахарозу) у киселине које нападају зубну глеђ. Сахароза као чисти угљени хидрат има високу калоричну вредност (4 килокалорије по граму или 17 кЈ/g) па може да учини дијету хиперкалоричном чак и у минималним количинама доводећи до гојазности.
Брзина којом сахароза диже садржај глукозе у крви може да изазове озбиљне проблеме код особа које имају поремећен метаболизам глукозе, рецимо код дијабетичара. Сахароза може да доведе до метаболичког синдрома.